# Bombardero Keldysh
El bombardero Keldysh era un diseño soviético de una nave suborbital, un bombardero propulsado por cohetes claramente inspirado en el trabajo de Eugen Sänger y de Irene Bredt para el proyecto alemán Silbervogel .

## Desarrollo
Durante las semanas del final de la Segunda Guerra Mundial, la base alemana de Peenemünde fue investigada por la inteligencia soviética, que contaba entre sus miembros con Alekséi Isayev, constructor de motores cohete. Isayev encontró una copia de un informe de Sänger y Bredt, cuya traducción pronto circuló entre los diseñadores de cohetes soviéticos, e incluso una versión resumida llegó a manos del propio Stalin.
En noviembre de 1946 se fundó el Instituto de Investigación NII-1 NKAP, con el matemático Mstislav Vsevolodovich Keldysh a la cabeza encargado de investigar y desarrollar el diseño alemán de Sänger-Bredt. En 1947, los estudios realizados indicaban que el alto consumo de combustible del cohete diseñado por Sänger hacía inviables a corto plazo los diseños basados en este concepto. Utilizando los motores posiblemente disponibles en un plazo de tiempo razonable, el 95% de la masa inicial del vehículo tendría que ser el combustible propulsor. Aun así, el uso de estatorreactores durante la fase de aceleración daría a la nave una relación más razonable del 22% de peso muerto, con lo que se podrían conseguir los 5 km/s de velocidad necesarios para lograr un alcance intercontinental de 12.000 km.
Se estimó que hasta mediados de los años 1950 no sería posible disponer de un proyecto preliminar de un diseño factible. Ya por entonces el diseño se había quedado obsoleto, superado por proyectos más avanzados. A pesar de todo, el trabajo llevado a cabo sirvió de base para el desarrollo de los misiles de crucero con estatorreactores EKR, MKR, Burán y Burya.

## Perfil de misión propuesta
- La nave de 100 toneladas sería acelerada a 500 m/s utilizando un trineo que recorrería una guía de 3 km de longitud, impulsado por cinco o seis motores cohete RKDS-100 de 600 toneladas de empuje total. La velocidad de separación se lograría 11 segundos después de la ignición.
- Después de separarse del trineo, la nave ascendería utilizando su motor cohete principal RKDS-100 y dos estatorreactores montados en las alas,  impulsándolo a una altitud de 20 km y a una velocidad cercana a Mach 3.
- El cohete continuaría trabajando después de la desconexión de los estatorreactores a gran altitud; disponiendo de 285 segundos de un impulso de 100 toneladas de empuje utilizando como propulsor una mezcla de queroseno y oxígeno líquido.

## Especificaciones

### Características generales
- Función: Bombardero suborbital
- Masa de lanzamiento: 100.000 kg
- Longitud total: 28 m
- Plataforma lanzadora: trineo-cohete
- Estado: Cancelado

### Trineo lanzador (etapa 0)
- Motor: 5 o 6 motores cohete RKDS-100
- Longitud: 14 m (45 ft)
- Diámetro: 3.6 m (11.8 ft)
- Empuje: 5.880 kN (1.321.870 lbf)
- Oxidante: LOx
- Combustible: Queroseno

### Bombardero Keldysh (etapa 1)
- Motor: 1 motor cohete RKDS-100, 2 estatorreactores
- Velocidad : Mach 3
- Alcance: 12.000 km
- Altitud de vuelo:
- Armamento: sin especificar
- Longitud: 28.0 m
- Diámetro: 3.6 m
- Ancho: 15 m
- Superficie alar: 126 m²